# 葛天民
葛天民（?—?），字無懷，越州山陰（今浙江紹興）人。
生卒年不詳。徙居台州黄巖（今屬浙江）。曾剃髮爲僧，法名義銛，字朴翁，後還俗，居杭州西湖。能詩，與葉紹翁、姜夔、趙師秀等有往來。擅長人物畫，畫有《諸天花雨圖》，畫中有仙女八百人，唯妙唯肖。姚燮（梅伯）、任熊（渭長）歎為神工鬼斧。著有《無懷小集》。